# گلدان گل

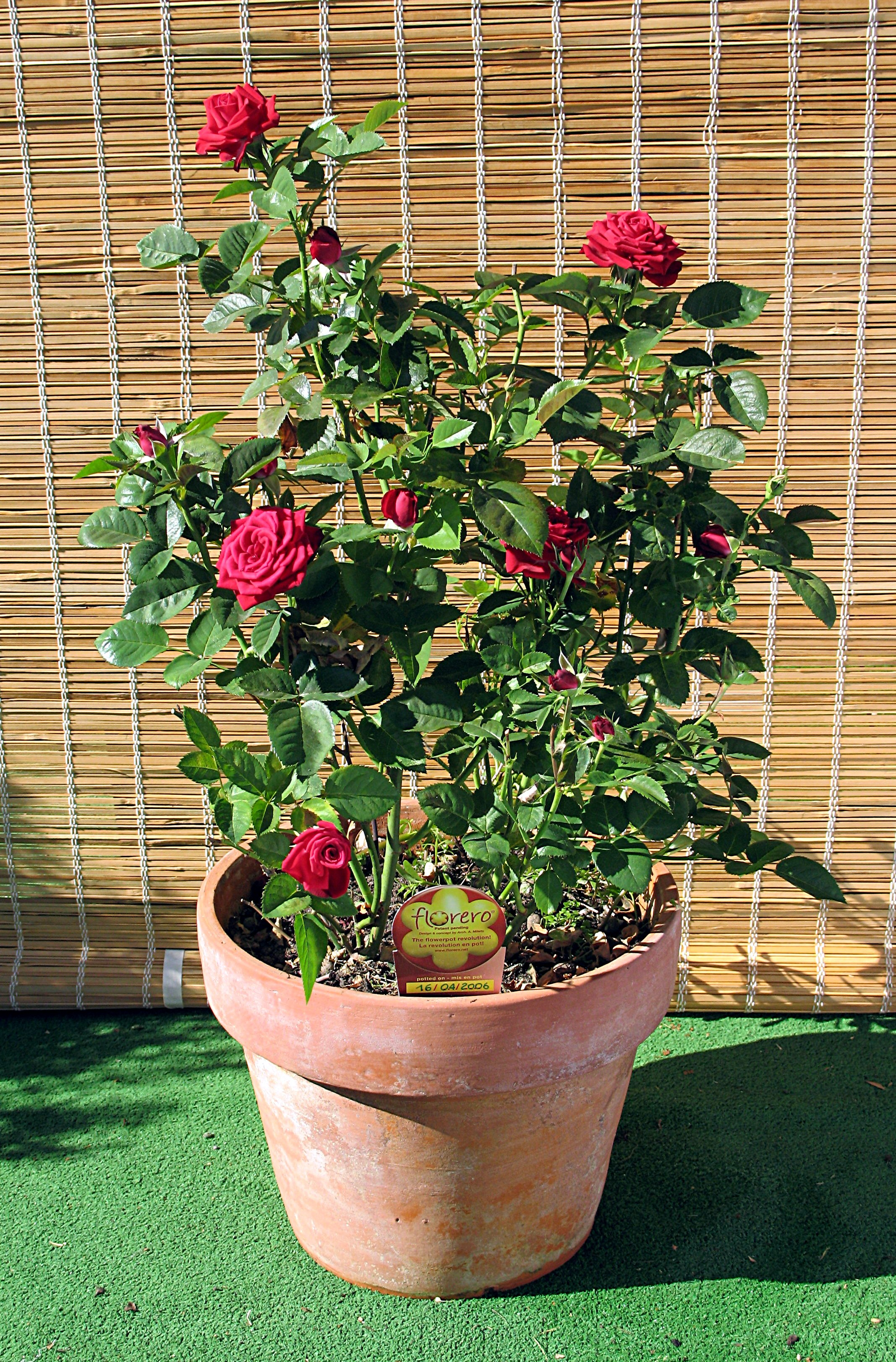
گل رز Meillandine در یک گلدان سفالی

گلدان گل (به انگلیسی: Flowerpot) یا گلدان گیاه (planter, planterette or plant pot)، ظرفی است که در آن گل و دیگر گیاهان پرورش داده و به نمایش گذاشته می‌شود. از نظر تاریخی، و هنوز هم تا حد قابل توجهی امروزه، آنها از سفال‌های ساده و بدون لعاب سرامیکی، با شکل گرد، باریک به سمت داخل ساخته می‌شوند. گلدان‌ها در حال حاضر اغلب از پلاستیک، فلز، چوب، سنگ یا گاهی مواد زیست‌تخریب‌پذیر نیز ساخته می‌شوند. نمونه‌ای از گلدان‌های زیست‌تخریب‌پذیر، گلدان‌هایی هستند که از کاغذ قهوه‌ای سنگین، مقوا یا پیت‌ماس ساخته شده‌اند که در آن‌ها گیاهان جوان برای پیوند رشد می‌کنند.

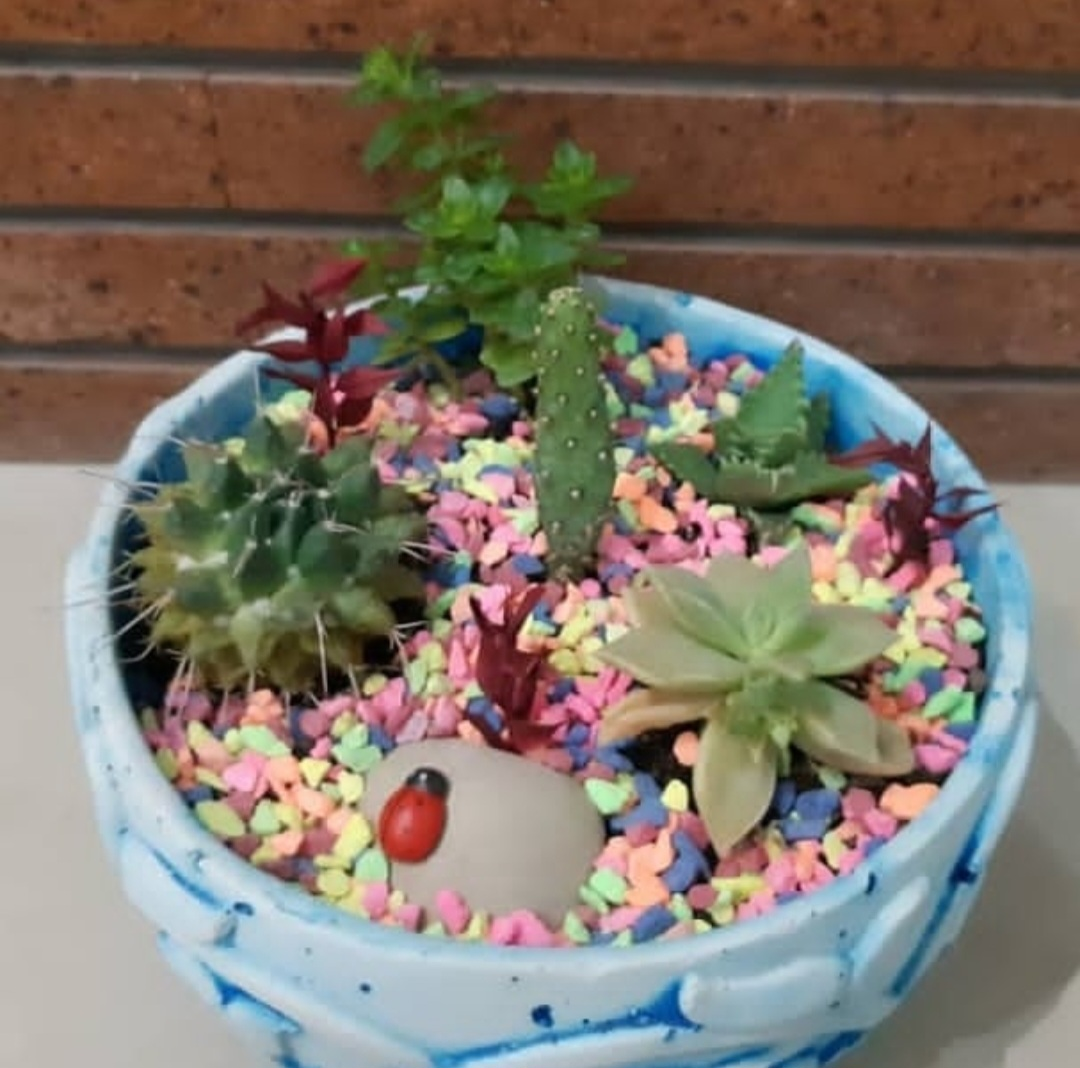
دیش گاردن ساکولنت

برای آغاز کار، نهال در گلخانه‌های تجاری یا چندتونلی، گلدان‌ها معمولاً به شکل سینی‌هایی با سلول هستند که هر سلول مانند یک گلدان کوچک عمل می‌کند. این سینی‌ها اغلب گلدان شانه‌ای یا گلدان شانه‌تخم‌مرغی نامیده می‌شوند.

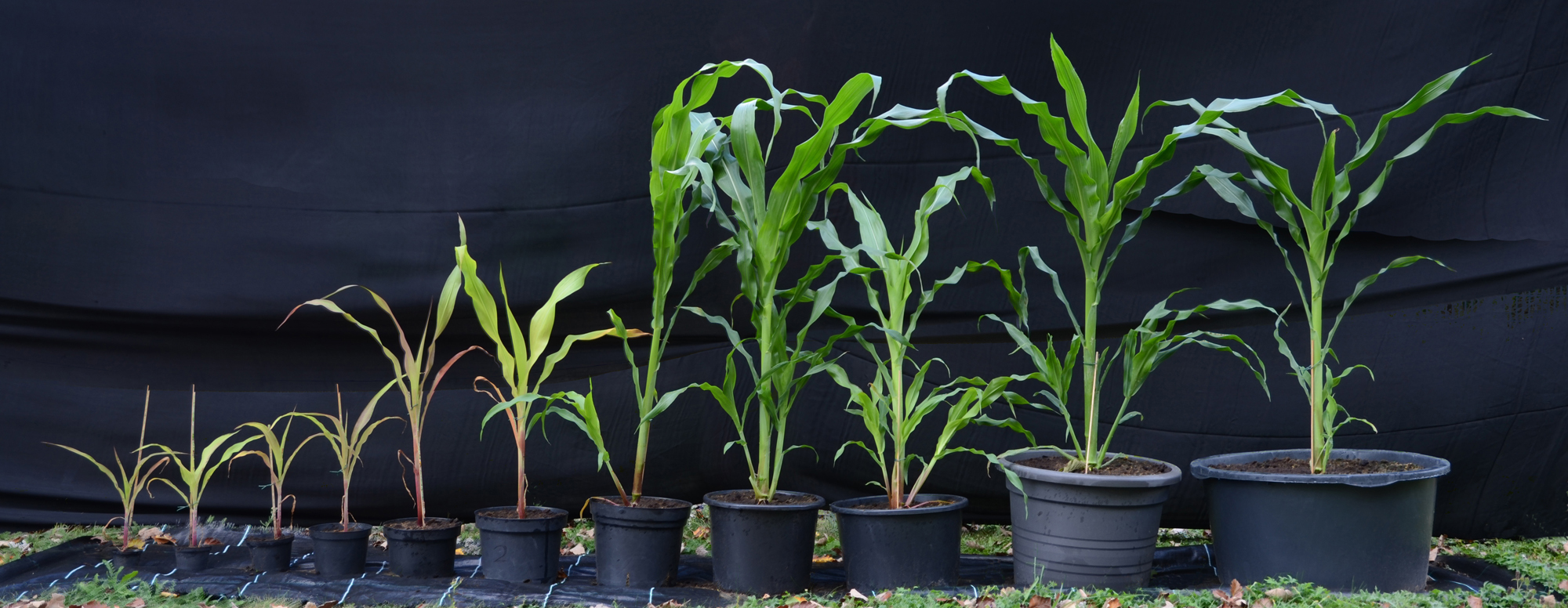
تأثیر اندازه گلدان بر رشد ذرت.